# Kinetoskias cyathus
Kinetoskias cyathus is een mosdiertjessoort uit de familie van de Bugulidae. De wetenschappelijke naam van de soort is voor het eerst geldig gepubliceerd in 1873 door Wyville Thomson.